# Wande
Die Wande ist ein 12,4 km langer, linksseitiger bzw. westlicher Zufluss der Twiste im Landkreis Waldeck-Frankenberg in Nordhessen (Deutschland).

## Name
Der Name leitet sich vom germanischen Adjektiv *wanda- „sich hin und her wendend“ ab.

## Verlauf
Der Bach entspringt rund 1 km südsüdwestlich von Rhoden, dem Kernort von Diemelstadt. Seine Quelle liegt etwa 900 m nördlich des Gutshofs Georgenhof und nördlich der bewaldeten Helle (331 m ü. NN) in landwirtschaftlich genutztem Gebiet auf rund 305 m ü. NN.
Anfangs fließt die Wande ein paar Hundert Meter nach Osten und danach südsüdostwärts durch ein von Wald gesäumtes Tal, in dem sie die Bundesstraße 252 unterquert, nach Schmillinghausen, einem nördlichen Stadtteil von Bad Arolsen. Direkt nach Durchfließen des Dorfs mündet die von Westen heranfließende Schwarze Puhle ein. Danach verläuft die Wande ostwärts durch landwirtschaftlich genutztes Gebiet, wo sie ein paar Hundert Meter südlich des Volkmarsener Stadtteils Herbsen vorbeifließt und an der Landesstraße 3081 die Wüstung Mederich mit dem Burgstall Mederike passiert. 
Schließlich mündet die Wande knapp fünf Flusskilometer östlich von Herbsen auf etwa 176 m ü. NN in den Diemel-Zufluss Twiste.

## Einzugsgebiet und Zuflüsse
Zu den Zuflüssen der Wande, deren Einzugsgebiet 35,361 km² umfasst, gehören mit Länge und Mündungslage (flussabwärts betrachtet): 
- Schwarze Puhle (4 km, 11,393 km²) – rechtsseitig direkt unterhalb Schmillinghausen
- Wilpe (9,8 km, 8,189 km²) – rechtsseitig kurz vor der Mündung in die Twiste, nahe Volkmarsen